# La Famille Hardy en vacances
Série Andy Hardy
Secrets de famille (1937) Les Enfants du Juge Hardy (1938)
Pour plus de détails, voir Fiche technique et Distribution.
La Famille Hardy en vacances (You're Only Young Once) est un film américain en noir et blanc réalisé par George B. Seitz, sorti en 1937.
Il s'agit du second volet de la série de films où apparaît le personnage d'Andy Hardy, interprété par Mickey Rooney, personnage qui devient progressivement le point focal de la série.

## Synopsis
Le juge Hardy et sa famille partent en vacances sur l'Île Santa Catalina (Californie). Bien que Marion soit apparemment toujours amoureuse de Wayne, elle tombe sous le charme d'un beau maître nageur nommé Bill. Andy, quant à lui, s'éprend de Geraldine, seize ans. Le juge Hardy agit comme si son fils allait épouser la jeune fille, alors qu'il ne s’agit que d'une amourette estivale.

## Fiche technique
- Titre français : La Famille Hardy en vacances
- Titre original : You're Only Young Once
- Réalisation : George B. Seitz
- Scénario : Kay Van Riper d'après les personnages créés par Aurania Rouverol
- Producteur : Carey Wilson
- Société de production :
- Société de Distribution : Metro-Goldwyn-Mayer
- Lieu de tournage : Santa Catalina
- Photographie : Lester White
- Musique : David Snell
- Montage : Adrienne Fazan
- Format : noir et blanc - 1.37:1 - son : Mono (Western Electric Sound System)
- Genre : Comédie familiale
- Durée : 78 minutes
- Dates de sortie : 
  - États-Unis : 10 décembre 1937
  - France : 22 février 1939
  - Belgique : 30 décembre 1938 (Bruxelles)

## Distribution
- Lewis Stone : le juge James K. Hardy
- Cecilia Parker : Marion Hardy (Marian hardy en VO)
- Mickey Rooney : André  Hardy (Andy Hardy en VO)
- Fay Holden : Mme Emily Hardy
- Frank Craven : Frank Redmond
- Ann Rutherford : Polly Benedict
- Eleanor Lynn : Geraldine 'Jerry' Lane
- Ted Pearson : Bill Rand
- Sara Haden : tante Milly Forrest
- Charles Judels : Capitaine Swenson of the Shorty II
- Selmer Jackson : Hoyt Wells